# Františkáni

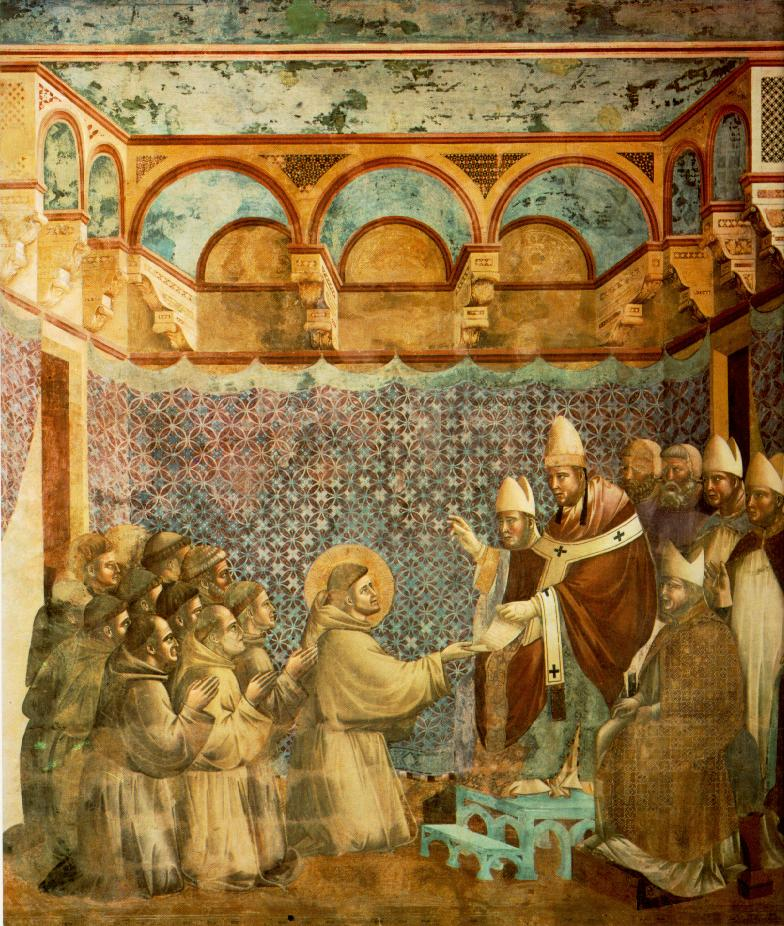
Inocenc III. schvaluje sv. Františkovi reguli nového řádu (Giottova freska z cyklu v bazilice v Assisi)

Františkáni jsou členové církevních řádů hlásící se k odkazu společenství věřících sdružených kolem sv. Františka z Assisi, které v roce 1209 dostalo od papeže souhlas s veřejným působením. Františkánské řády se dělí na tři základní skupiny, mužské řády, ženské (klarisky) a třetí řád čili terciáři (civilní). V každé skupině je více řádů, které jsou známé pod různými názvy.

## První řád (mužský)
V Řádu menších bratří, dle latinského Ordo Fratrum Minorum nazývaných také minorité, se od počátku potýkali s různými názorovými proudy a tendencemi ke štěpení. Od poloviny 14. století bylo významné hnutí observantů (z lat. zachovávat, ctít), kteří se snažili navrátit k původním myšlenkám sv. Františka. Na začátku 16. století byly zrušeny různé jiné skupiny františkánů a bulou papeže Lva X. z roku 1517 se observanti vyčlenili jako samostatný řád. Pro odlišení obou těchto františkánských řádů se používají různé názvy, pojem františkáni obvykle označuje observanty, zatímco tzv. konventuálové se běžně označují jako minorité. Krátce po rozdělení františkánského řádu se roku 1525 odštěpili ještě kapucíni.
- Řád menších bratří neboli (bosí) františkáni či observanti (latinsky Ordo Fratrum Minorum, OFM)
- Řád menších bratří kapucínů neboli kapucíni (latinsky Ordo Fratrum Minorum Capucinorum, OFMCap)
- Řád menších bratří konventuálů neboli minorité (latinsky Ordo Fratrum Minorum Conventualium, OFMConv)

## Klarisky (ženský)
Klarisky se nazývají podle svaté Kláry – první představené ženského řeholního společenství založeného na její popud sv. Františkem v Assisi v klášteře San Damiano (sv. Damiána). Reformní větev klarisek vznikla souběžně s mužskou větví kapucínů v 16. století v Neapoli.
- Chudé sestry svaté Kláry
- Řád klarisek-kapucínek

## Třetí řád (terciáři)
Laické společenství bratrů a sester, kteří neskládají řeholní sliby.
- Kongregace Šedých sester III. řádu sv. Františka
- Kongregace Milosrdných sester III. řádu sv. Františka pod ochranou Svaté Rodiny v Brně
- Sekulární františkánský řád